# Семюел Бекет
Семюел Бекет (англ. Samuel Beckett; 13 квітня 1906, Дублін — 22 грудня 1989, Париж) — ірландський англо- та франкомовний письменник. Поет, автор романів та оповідань, перекладач Джойса, драматург, він стає відомим після постановки Роже Бленом у 1953 році «Чекаючи на Ґодо». Один з основоположників (нарівні з Еженом Йонеско) театру абсурду. Його творчий доробок — театральні п'єси та проза — відзначений у 1969 році Нобелівською премією в галузі літератури. Семюел Бекет є одним із найбільш досліджуваних сучасних драматургів.
Більшість творів Бекета пройнята песимізмом, відображає духовну кризу в культурі.

## Біографія
Закінчив 1927 Триніті-коледж в Дубліні. З 1937 жив у Франції. Брав участь у Русі Опору у Франції.

## Творчість

### Перші кроки
Бекет, який з'явився на світ в Страсну п'ятницю 13 квітня 1906 року в ірландській родині середнього достатку, відрізнявся надзвичайно замкненим характером. Не дивлячись на те, що він не пас задніх ні в навчанні, ні в спорті, йому не вдавалося подолати особисті комплекси. Дослідники життя і творчості одного з засновників театру абсурду по-різному трактують замкненість Бекета. Деякі припускають, що причиною відокремленого способу життя є болісне для Бекета відчуття неможливості пояснити себе і свої тексти.
Не слід забувати, що на формування характеру юного Бекета також впливали його близькі. Дослідники відзначають, що мати письменника Мей, з одного боку, була ніжною до сина, а з другого, пригнічувала його. Батько Вільям, навпаки, був добрим і м'яким за характером чоловіком. Семюел був надзвичайно близький з ним. Умовно творчу біографію письменника можна розділити на «до» і «після» написання п'єси «Чекаючи на Ґодо», яка дала поштовх розвитку літератури у новому напрямку. Цьому передувала плідна діяльність у літературній царині, яку критики та читацький загал сприймали вельми стримано.

### Переїзд у Париж
Одним з поворотних пунктів для молодого Бекета стало його перебування у Парижі наприкінці 20-х років. Після закінчення дублінського Трініті-коледжу (навчався з 1923 року) і отримання ступеня бакалавра, Семюел удостоївся можливості на два роки вирушити до французької столиці для викладання англійської мови у виші Еколь Нормаль. Це сталося 1928 року.
Париж, який на той час вважався осердям світового літературного життя, неодноразово ставав тригером для молодих письменників, які згодом посіли чільне місце на літературному Олімпі.
Прибувши до Франції, Бекет потрапив у літературне коло ще одного видатного ірландця — Джеймса Джойса, автора «Улісса». Вважається, що згодом Бекет став його літературним секретарем і допомагав у роботі над романом «Поминки за Фіннеганом». Серед дослідників побутує думка, що це не відповідає дійсності — начебто сам Бекет заперечував своє секретарство у великого ірландця. З іншого боку стверджується, що Бекет просто «підчищав» своє минуле, щоб не залишитись у тіні Джойса.
Є письменники, твори яких моментально стають бестселерами, викликають захоплення критиків і читачів. При цьому видавці змагаються за право отримати рукопис нового твору. Літературний шлях Бекета, навпаки, не був легким. Попри значний доробок літературних, критичних, поетичних творів, іноді здавалося, що письменник так і залишиться відомим лише у вузьких колах творчої інтелігенції.
У 20–30 роки він пише оповідання, критичні есе — присвячені Данте, Прусту, Джойсу, займається поетичною діяльністю. Перші надруковані в часописі «Transition» у 1929 році твори — критичне дослідження «Данте… Бруно. Віко… Джойс» та коротке оповідання «Припущення». Згодом, у 1930 році була надрукована алегорична поема «Блудоскоп» (або «Курвоскоп»), в якій Бекет звертається до життя філософа Рене Декарта. «Молода людина, якій нічого сказати, але хочеться щось зробити», — так критично оцінював згодом свою ранню діяльність сам Бекет.
1. Повернення до Ірландії
2. У 30-х роках Семюел вирішив тимчасово повернутися до Ірландії, щоб згодом назавжди її полишити і вже остаточно віддати перевагу Франції та Парижу. На 30-ті роки припадає написання Бекетом критичного твору «Пруст», збірки оповідань «Більше уколів, ніж копняків», добірки віршів «Кастаньєти ехо». Також Бекет працює над своїм першим романом «Мрії про жінок, гарних, і так собі» — він був надрукований лише у 1993 році. Але навряд чи всі ці твори скажуть багато нашому читачеві.
3. У 1935—1936 роках Бекет працює над романом «Мьорфі», який не мав комерційного успіху. Сам Джойс дав позитивну оцінку твору — це підвищило репутацію автора серед літераторів. Однак видавці були іншої думки — примітно, що перш ніж роман був надрукований, Бекет отримав більше сорока відмов. Лише видавництво «Routledge» 1938 року погодилось його надрукувати. Немає потреби перераховувати всі твори, які вийшли з-під пера Бекета. Варто лише зазначити, що видавці настійно рекомендували письменнику скорочувати, на їхню думку, занадто розлогі твори. Невідомо, чи дослухався Бекет до їхніх порад, але з цього часу, як зазначають дослідники, письменник намагається «стискувати» свої твори — починається шлях до «промовистого мовчання».

### «Театр абсурду»
У січні 1938 року на одній з паризьких вулиць на Бекета з невідомих причин з ножем напав безхатченко. У цей же час у нього зав'язуються стосунки з Сюзанною Дешево-Дюменіль, з якою він не розлучався до кінця життя. Правда, стосунки були формалізовані лише у 1961 році.
Далі — Друга світова війна, окупація, участь у русі Опору, втеча на неокуповану територію — селище Русільон, де Бекет працює над романом «Уот».
Новий період творчості — вже після звільнення Парижа, тоді Бекет починає писати французькою. Свого часу аспірант, який писав дисертацію про творчість Бекета, спитав, з чим це пов'язано, на що письменник відповів, що цією мовою простіше не дотримуватись стилю.
І дійсно, починаючи з 1946 року, Бекет відмовляється від «ерудованих», сповнених ілюзіями текстів. Його словесні конструкції втрачають логічність і конкретність, зміст начебто руйнується, натомість складаючись у нову і незвичну цільність.
Цей період проходить під знаком театру абсурду і відомої трилогії — «Моллой», «Мелон помирає» і «Безіменний». Але справжнім проривом у творчості письменника стали драми. Літературному напрямку, у якому почав працювати Бекет, англійський критик Мартін Есслін у 1961 році дав визначення «театр абсурду».
Найвідоміша з п'єс — «Чекаючи на Ґодо», була написана жовтні 1948 — січні 1949 року і поставлена у 1953 році в маленькому паризькому театрі актором і режисером Роже Бленом. Статична структура п'єси, в якій фактично нічого не відбувається, відсутність дії, трагічна беззмістовність людського існування, недолугі діалоги винесли на перший план проблематику екзистенціалізму. А фраза однієї з дійових осіб «нічого не відбувається, ніхто не приходить, ніхто не уходить — жахливо», стала візитівкою драми абсурду.
Деякі дослідники вважають, що п'єса — це алегоричний відгук на події війни, якоюсь мірою, це досвід руху Опору, у якому Бекет брав участь. Війна, як кажуть ветерани, це передусім очікування кінця. «П'єса Бекета якраз про це: як жити, коли знаєш, що помреш», — стверджував Олександр Геніс.
Достеменно невідомо і хто такий Ґодо. Коли Алан Шнайдер ставив вперше в Америці «Чекаючи на Ґодо», він запитав Бекета, хто такий Ґодо або що означає Ґодо. Драматург відповів: «Якби я знав, я б сказав про це в п'єсі».
Згодом були інші п'єси «Ендшпіль», «Щасливі дні», «Не я», «Качі-кач» та інші, в яких розробляється естетика, започаткована п'єсою «Чекаючи на Ґодо». Бекет також активно пише для радіо і телебачення, пише роман «Як це».
Попри песимістичний складник творчості, Бекет отримує Нобелівську премію за «новаторські твори у прозі та драматургії, в яких трагізм сучасної людини стає її тріумфом».
В останні роки до теми неможливості творчості, яка займала Бекета протягом десятиліть, додалося тяжке відчуття, що він вже написав абсолютно все, що вважав за потрібне, і лише доживає життя. Він проводив час у своїй паризькій квартирі, перечитував улюблені книжки.
17 червня 1989 року померла його дружина Сюзанна, а 22 грудня 1989 року — сам Бекет.

#### «Чекаючи на Ґодо»
П'єса «Чекаючи на Ґодо» Семюела Бекета стала його найвідомішим твором, де він утверджує думку про приреченість людини до страждань. Драма стала сходинкою на вершину Олімпу театрального мистецтва, де на Бекета чекала Нобелівська премія.
П'єса Бекета фактично вважається чільною, а отже, й найрепрезентативнішою п'єсою театру абсурду.

## Вшанування пам'яті
Ім'ям Семюеля Бекета названо один з мостів у Дубліні.

## Переклади українською
- Самюель Беккет. Чекаючи на Ґодо. Остання стрічка Краппа: п'єси. Переклад з англійської: Богдан Бойчук («Чекаючи на Ґодо»), Юрій Тарнавський («Остання стрічка Краппа»). Мюнхен: Видавництво «Сучасність». 1972. 99 стор.
- Семюел Беккет. Остання стрічка Среча: п'єса. Переклад з англійської: Володимир Діброва // Київ: журнал «Всесвіт». 1988. № 1
- Семюел Беккет. Уот: роман. Переклад з англійської: Володимир Діброва. Київ: журнал «Всесвіт». 1991. № 9—12 [7]

- (окремою книжкою) Семюел Беккет. Уот. Переклад з англійської: Володимир Діброва. Київ: А-БА-БА-ГА-ЛА-МА-ГА, 2016. 293 стор. (Вавилонська бібліотека). ISBN 978-617-585-097-8

- Семюел Беккет. Чекаючи на Годо. Переклад з французької: Володимир Діброва // Збірка «Французька п'єса ХХ століття. Театральний авангард». Київ: Основи, 1993. 511 стор: стор. 341—413. ISBN ISBN 5-7715-0394-0
- Семюел Беккет. Ендшпіль. Переклад з французької: Володимир Діброва // Збірка «Французька п'єса ХХ століття. Театральний авангард». Упорядник: О. Буценко. Київ: Основи, 1993. 511 стор: стор. 302—341. ISBN ISBN 5-7715-0394-0
- Самюель Бекет. Молой. Переклад з французької: Петро Таращук. Київ: Юніверс, 2006. стор. ISBN 966-8118-44-8
- Самюель Бекет. Малон умирає. Переклад з французької: Петро Таращук. Київ: журнал «Всесвіт». 2008. № 1―2

- (окремою книжкою) Самюель Беккет. Малон умирає. Несказанний. Переклад з французької: Петро Таращук. Київ: Юніверс, 2009. ISBN 978-966-8118-64-7

- Семюел Беккет. Мерсьє та Кам'є. Переклад з англійської: Іван Кричфалушій. Брустури: Дискурсус, 2015. 108 стор. ISBN 978-617-723-639-8

## Похідні твори
П’єса «Ендшпіль» стала основою опери Дьордя Куртага «Кінець гри», написаної на замовлення театру Ла Скала у 2010-2018 роках і визнаною кращою оперною прем’єрою 2019 року за версією International Opera Awards.